# Farní sbor Českobratrské církve evangelické ve Veselí

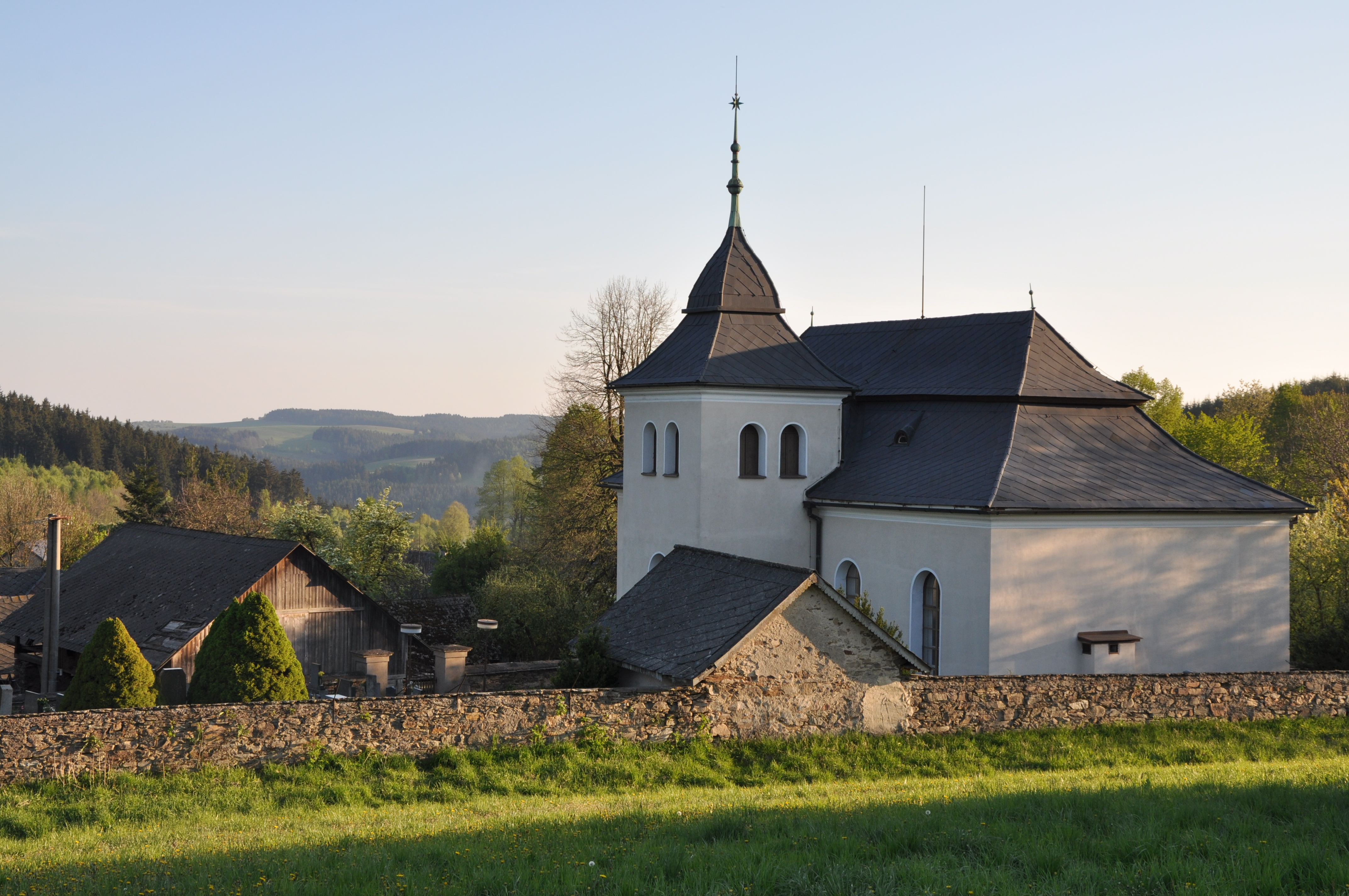
Kostel ve Veselí.

Farní sbor Českobratrské církve evangelické ve Veselí je sborem Českobratrské církve evangelické ve Veselí. Sbor spadá pod brněnský seniorát.
Farářem sboru je Tomáš Potoček a kurátorem sboru je Josef Trnka.

## Faráři sboru
- Gustav Říčan (1939–1949)
- Miloslav Hájek (1951–1965)
- Jan Jun (1989–1992)
- Jan Keller (1992–1994)
- Jan Plecháček (1994–2000)
- Jan Plecháček (2001–2007)
- Jan Keller (2007–2008)
- Martin Litomiský (2008–2018)
- Jan Keller (2019–2020)
- Tomáš Potoček (2020–)